# Iran i olympiska sommarspelen 1976
Iran deltog i de olympiska sommarspelen 1976 med en trupp bestående av 84 deltagare, 80 män och fyra kvinnor, vilka deltog i 50 tävlingar i nio sporter. Landet slutade på 33:e plats i medaljligan, med två medaljer totalt.

## Medaljer
Silver
- Mansour Barzegar - Brottning, Weltervikt, fristil

 Brons
- Mohammad Nassiri - Tyngdlyftning, 52 kg

## Boxning
Herrar
| Boxare             | Gren            | 32-delsfinal         | 16-delsfinal              | Åttondelsfinal         | Kvartsfinal      | Semifinal        | Final            | Placering |
| ------------------ | --------------- | -------------------- | ------------------------- | ---------------------- | ---------------- | ---------------- | ---------------- | --------- |
| Saeid Bashiri      | Lätt flugvikt   |                      | Gedó (HUN) L Knockout     | Gick inte vidare       | Gick inte vidare | Gick inte vidare | Gick inte vidare | 17        |
| Behzad Ghaedi      | Flugvikt        | Bye                  | Sichula (ZAM) W Walkover  | Nowakowski (GDR) L RSC | Gick inte vidare | Gick inte vidare | Gick inte vidare | 9         |
| Parviz Bahmani     | Lättvikt        | Bye                  | El-Agely (LBA) W Walkover | Tzvetkov (BUL) L 0–5   | Gick inte vidare | Gick inte vidare | Gick inte vidare | 9         |
| Ali Bahri          | Weltervikt      | Bachfeld (GDR) L RSC | Gick inte vidare          | Gick inte vidare       | Gick inte vidare | Gick inte vidare | Gick inte vidare | 33        |
| Mohammad Azarhazin | Lätt mellanvikt |                      | Dorfer (AUT) W 4–1        | Kačar (YUG) L 0–5      | Gick inte vidare | Gick inte vidare | Gick inte vidare | 9         |
| Parviz Badpa       | Tungvikt        |                      | Bye                       | Hill (BER) L Knockout  | Gick inte vidare | Gick inte vidare | Gick inte vidare | 9         |

## Brottning
Herrarnas fristil
| Brottare                | Gren                   | Omgång 1                  | Omgång 2              | Omgång 3              | Omgång 4                    | Omgång 5            | Omgång 6           | Final                 | Placering |
| ----------------------- | ---------------------- | ------------------------- | --------------------- | --------------------- | --------------------------- | ------------------- | ------------------ | --------------------- | --------- |
| Sobhan Rouhi            | Lätt flugvikt, fristil | Frías (MEX) W             | Isaev (BUL) L         | Ri (PRK) W 14–13      | Kim (KOR) L                 | Gick inte vidare    |                    | Gick inte vidare      | 9         |
| Habib Fattahi           | Flugvikt, fristil      | Jeon (KOR) L              | Bognanni (ITA) W 24–2 | Gál (HUN) L           | Gick inte vidare            | Gick inte vidare    |                    | Gick inte vidare      | 10        |
| Ramezan Kheder          | Bantamvikt, fristil    | Barry (CAN) W 23–5        | Anghel (ROU) W 18–15  | Jung (KOR) W 24–9     | Hatziioannidis (GRE) W 26–8 | Dukov (BUL) L 8–12  | Brüchert (GDR) L   | Gick inte vidare      | 5         |
| Mohsen Farahvashi       | Fjädervikt, fristil    | Akdağ (TUR) L 6–8         | Maekawa (JPN) W 4–4   | Beiler (CAN) W 9–5    | Bye                         | Davis (USA) W 18–12 | Oidov (MGL) L DSQP | Gick inte vidare      | 4         |
| Mohammad Reza Navaei    | Lättvikt, fristil      | Weisenberger (FRG) W 19–7 | Keaser (USA) L        | Fiszman (ARG) W       | Sugawara (JPN) L 1–16       | Gick inte vidare    | Gick inte vidare   | Gick inte vidare      | 10        |
| Mansour Barzegar        | Weltervikt, fristil    | Ashuraliyev (URS) W 6–6   | Pavlov (BUL) W 11–5   | Spagnoli (ITA) W DSQP | Övermark (FIN) W DSQP       | Hempel (GDR) W 23–8 |                    | Dziedzic (USA) W 11–8 | 2         |
| Mansour Barzegar        | Date (JPN) L           | Ashuraliyev (URS) W 6–6   | Pavlov (BUL) W 11–5   | Spagnoli (ITA) W DSQP | Övermark (FIN) W DSQP       | Hempel (GDR) W 23–8 |                    |                       | 2         |
| Mohammad Hassan Mohebbi | Mellanvikt, fristil    | Kovács (HUN) L DSQP       | Mazur (POL) L 10–13   | Gick inte vidare      | Gick inte vidare            | Gick inte vidare    | Gick inte vidare   |                       | 13        |
| Alireza Soleimani       | Lätt tungvikt, fristil | Yatsu (JPN) L             | Grangier (FRA) W 21–7 | Morgan (CUB) L        | Gick inte vidare            | Gick inte vidare    | Gick inte vidare   | Gick inte vidare      | 12        |
| Reza Soukhteh-Saraei    | Tungvikt, fristil      | Shimizu (JPN) L 6–8       | Stratz (FRG) W 10–4   | Hellickson (USA) L    | Gick inte vidare            | Gick inte vidare    |                    | Gick inte vidare      | 9         |
| Moslem Eskandar-Filabi  | Supertungvikt, fristil | Bye                       | Balla (HUN) L DSQP    | Adyaatömör (MGL) W    | Şimon (ROU) L DSQP          | Gick inte vidare    | Gick inte vidare   |                       | 7         |

Herrarnas grekisk-romerska stil
| Brottare                    | Gren                           | Omgång 1               | Omgång 2                | Omgång 3               | Omgång 4            | Omgång 5         | Omgång 6         | Omgång 7 / Final | Placering |
| --------------------------- | ------------------------------ | ---------------------- | ----------------------- | ---------------------- | ------------------- | ---------------- | ---------------- | ---------------- | --------- |
| Khalil Rashid-Mohammadzadeh | Lätt flugvikt, grekisk-romersk | Quistelli (ITA) W      | Moriwaki (JPN) L        | Angelov (BUL) L DSQP   | Gick inte vidare    | Gick inte vidare |                  | Gick inte vidare | 8         |
| Morad Ali Shirani           | Flugvikt, grekisk-romersk      | Bye                    | Rácz (HUN) L 6–9        | Hirayama (JPN) W 15–12 | Krauß (FRG) L 10–16 | Gick inte vidare |                  | Gick inte vidare | 6         |
| Gholamreza Ghassab          | Fjädervikt, grekisk-romersk    | Réczi (HUN) L          | Giuffrida (ITA) W 27–14 | Miyahara (JPN) L       | Gick inte vidare    | Gick inte vidare | Gick inte vidare | Gick inte vidare | 9         |
| Jafar Alizadeh              | Lättvikt, grekisk-romersk      | Mané (SEN) W           | Skiöld (SWE) L 8–22     | Nalbandyan (URS) L     | Gick inte vidare    | Gick inte vidare | Gick inte vidare |                  | 14        |
| Houshang Montazeralzohour   | Mellanvikt, grekisk-romersk    | Petković (YUG) L DSQP  | Takanishi (JPN) L       | Gick inte vidare       | Gick inte vidare    | Gick inte vidare | Gick inte vidare |                  | 13        |
| Hashem Kolahi               | Lätt tungvikt, grekisk-romersk | Andersson (SWE) L 9–25 | Bye                     | Kwieciński (POL) L     | Gick inte vidare    | Gick inte vidare |                  | Gick inte vidare | 9         |
| Bahram Moshtaghi            | Tungvikt, grekisk-romersk      | Skrzydlewski (POL) L   | Rheingans (USA) L       | Gick inte vidare       | Gick inte vidare    |                  |                  | Gick inte vidare | 11        |

## Cykling

### Landsväg
Herrar
| Cyklist                                                                 | Gren                   | Tid             | Placering       |
| ----------------------------------------------------------------------- | ---------------------- | --------------- | --------------- |
| Mohamed Ali Acha-Cheloi                                                 | Herrarnas linjelopp    | Fullföljde inte | Fullföljde inte |
| Hassan Arianfard                                                        | Herrarnas linjelopp    | Fullföljde inte | Fullföljde inte |
| Mahmoud Delshad                                                         | Herrarnas linjelopp    | Fullföljde inte | Fullföljde inte |
| Asghar Khodayari                                                        | Herrarnas linjelopp    | Fullföljde inte | Fullföljde inte |
| Hassan Arianfard Khosro Haghgosha Gholam Hossein Kouhi Asghar Khodayari | Herrarnas lagtempolopp | 2:28:25         | 24              |

### Bana
Herrar
| Cyklist              | Gren                  | Eliminering | Eliminering | Åttondelsfinal   | Kvartsfinal      | Semifinal        | Final            | Placering |
| Cyklist              | Gren                  | Tid         | Placering   | Åttondelsfinal   | Kvartsfinal      | Semifinal        | Final            | Placering |
| -------------------- | --------------------- | ----------- | ----------- | ---------------- | ---------------- | ---------------- | ---------------- | --------- |
| Masoud Mobaraki      | Herrarnas tempolopp   |             |             |                  |                  |                  | 1:14.169         | 25        |
| Gholam Hossein Kouhi | Herrarnas förföljelse | Overlapped  | Overlapped  | Gick inte vidare | Gick inte vidare | Gick inte vidare | Gick inte vidare | —         |

## Fotboll
Gruppspel
|          | Spelade | Vinster | Oavgjorda | Förluster | Gjorda mål | Insläppta mål | Poäng |
| -------- | ------- | ------- | --------- | --------- | ---------- | ------------- | ----- |
| Polen    | 2       | 1       | 1         | 0         | 3          | 2             | 3     |
| Iran     | 2       | 1       | 0         | 1         | 3          | 3             | 2     |
| Kuba     | 2       | 0       | 1         | 1         | 0          | 1             | 1     |
| ** Ghana | 0       | 0       | 0         | 0         | 0          | 0             | 0     |

Slutspel

## Friidrott
Herrar
| Friidrottare  | Gren                   | Omgång 1 | Omgång 1 | Omgång 1  | Omgång 2         | Omgång 2         | Omgång 2         | Semifinal        | Semifinal        | Semifinal        | Final            | Final            | Placering |
| Friidrottare  | Gren                   | Heat     | Tid      | Placering | Heat             | Tid              | Placering        | Heat             | Tid              | Placering        | Tid              | Placering        | Placering |
| ------------- | ---------------------- | -------- | -------- | --------- | ---------------- | ---------------- | ---------------- | ---------------- | ---------------- | ---------------- | ---------------- | ---------------- | --------- |
| Ayoub Bodaghi | Herrarnas 100 meter    | 3        | 11.39    | 7         | Gick inte vidare | Gick inte vidare | Gick inte vidare | Gick inte vidare | Gick inte vidare | Gick inte vidare | Gick inte vidare | Gick inte vidare | 62        |
| Ayoub Bodaghi | Herrarnas 200 meter    | 7        | 22.47    | 6         | Gick inte vidare | Gick inte vidare | Gick inte vidare | Gick inte vidare | Gick inte vidare | Gick inte vidare | Gick inte vidare | Gick inte vidare | 39        |
| Hossein Rabbi | Herrarnas 5 000 meter  | 2        | 14:47.12 | 10        |                  |                  |                  |                  |                  |                  | Gick inte vidare | Gick inte vidare | 33        |
| Hossein Rabbi | Herrarnas 10 000 meter | 3        | 31:44.27 | 13        |                  |                  |                  |                  |                  |                  | Gick inte vidare | Gick inte vidare | 35        |

| Friidrottare   | Gren                     | Kval     | Kval      | Final            | Final            |
| Friidrottare   | Gren                     | Resultat | Placering | Resultat         | Placering        |
| -------------- | ------------------------ | -------- | --------- | ---------------- | ---------------- |
| Teymour Ghiasi | Herrarnas höjdhopp       | 2.10     | 22        | Gick inte vidare | Gick inte vidare |
| Salman Hesam   | Herrarnas diskuskastning | 52.40    | 28        | Gick inte vidare | Gick inte vidare |

## Fäktning
Herrar
| Fäktare              | Gren                  | Omgång 1                  | Omgång 1            | Omgång 2                | Omgång 2         | Omgång 3         | Omgång 3         | Utslagning       | Final            | Placering        |    |
| Fäktare              | Gren                  | Pool                      | Placering           | Pool                    | Placering        | Pool             | Placering        | Utslagning       | Final            | Placering        |    |
| -------------------- | --------------------- | ------------------------- | ------------------- | ----------------------- | ---------------- | ---------------- | ---------------- | ---------------- | ---------------- | ---------------- | -- |
| Sarkis Assadourian   | Herrarnas värja       | Masin (USA) L 2–5         | Pool H 3 Q          | Mørch (NOR) L 2–5       | Pool A 6         | Gick inte vidare | Gick inte vidare | Gick inte vidare | Gick inte vidare | 32               |    |
| Sarkis Assadourian   | Herrarnas värja       | Chousurin (THA) W 5–4     | Pool H 3 Q          | Szabo (ROU) L 2–5       | Pool A 6         | Gick inte vidare | Gick inte vidare | Gick inte vidare | Gick inte vidare | 32               |    |
| Sarkis Assadourian   | Herrarnas värja       | Bertinetti (ITA) W 5–2    | Pool H 3 Q          | Fenyvesi (HUN) L 3–5    | Pool A 6         | Gick inte vidare | Gick inte vidare | Gick inte vidare | Gick inte vidare | 32               |    |
| Sarkis Assadourian   | Herrarnas värja       | Bourne (GBR) L 0–5        | Pool H 3 Q          | Müller (AUT) L 4–5      | Pool A 6         | Gick inte vidare | Gick inte vidare | Gick inte vidare | Gick inte vidare | 32               |    |
| Sarkis Assadourian   | Herrarnas värja       | Koppang (NOR) W 5–4       | Pool H 3 Q          | Bykov (URS) L 3–5       | Pool A 6         | Gick inte vidare | Gick inte vidare | Gick inte vidare | Gick inte vidare | 32               |    |
| Iraj Dastgerdi       | Herrarnas värja       | Hernández (PUR) W 5–1     | Pool I 5            | Gick inte vidare        | Gick inte vidare | Gick inte vidare | Gick inte vidare | Gick inte vidare | Gick inte vidare | 49               |    |
| Iraj Dastgerdi       | Herrarnas värja       | Normann (NOR) L 3–5       | Pool I 5            | Gick inte vidare        | Gick inte vidare | Gick inte vidare | Gick inte vidare | Gick inte vidare | Gick inte vidare | 49               |    |
| Iraj Dastgerdi       | Herrarnas värja       | Iorgu (ROU) L 2–5         | Pool I 5            | Gick inte vidare        | Gick inte vidare | Gick inte vidare | Gick inte vidare | Gick inte vidare | Gick inte vidare | 49               |    |
| Iraj Dastgerdi       | Herrarnas värja       | Giger (SUI) L 1–5         | Pool I 5            | Gick inte vidare        | Gick inte vidare | Gick inte vidare | Gick inte vidare | Gick inte vidare | Gick inte vidare | 49               |    |
| Iraj Dastgerdi       | Herrarnas värja       | Schiel (LUX) W 5–4        | Pool I 5            | Gick inte vidare        | Gick inte vidare | Gick inte vidare | Gick inte vidare | Gick inte vidare | Gick inte vidare | 49               |    |
| Esfandiar Zarnegar   | Herrarnas värja       | Vergara (ARG) L 4–5       | Pool G 5            | Gick inte vidare        | Gick inte vidare | Gick inte vidare | Gick inte vidare | Gick inte vidare | Gick inte vidare | 58               |    |
| Esfandiar Zarnegar   | Herrarnas värja       | Suchanecki (SUI) L 1–5    | Pool G 5            | Gick inte vidare        | Gick inte vidare | Gick inte vidare | Gick inte vidare | Gick inte vidare | Gick inte vidare | 58               |    |
| Esfandiar Zarnegar   | Herrarnas värja       | Wiech (POL) L 3–5         | Pool G 5            | Gick inte vidare        | Gick inte vidare | Gick inte vidare | Gick inte vidare | Gick inte vidare | Gick inte vidare | 58               |    |
| Esfandiar Zarnegar   | Herrarnas värja       | Edling (SWE) L 0–5        | Pool G 5            | Gick inte vidare        | Gick inte vidare | Gick inte vidare | Gick inte vidare | Gick inte vidare | Gick inte vidare | 58               |    |
| Ahmad Akbari         | Herrarnas värja       | Herrarnas florett         | Vergara (ARG) W 5–4 | Pool H 5                | Gick inte vidare | Gick inte vidare | Gick inte vidare | Gick inte vidare | Gick inte vidare | Gick inte vidare | 38 |
| Ahmad Akbari         | Behr (FRG) W 5–2      | Herrarnas florett         |                     | Pool H 5                | Gick inte vidare | Gick inte vidare | Gick inte vidare | Gick inte vidare | Gick inte vidare | Gick inte vidare | 38 |
| Ahmad Akbari         | Jurka (TCH) L 3–5     | Herrarnas florett         |                     | Pool H 5                | Gick inte vidare | Gick inte vidare | Gick inte vidare | Gick inte vidare | Gick inte vidare | Gick inte vidare | 38 |
| Ahmad Akbari         | Ballinger (USA) L 4–5 | Herrarnas florett         |                     | Pool H 5                | Gick inte vidare | Gick inte vidare | Gick inte vidare | Gick inte vidare | Gick inte vidare | Gick inte vidare | 38 |
| Ahmad Akbari         | Kawatsu (JPN) L 0–5   | Herrarnas florett         |                     | Pool H 5                | Gick inte vidare | Gick inte vidare | Gick inte vidare | Gick inte vidare | Gick inte vidare | Gick inte vidare | 38 |
| Hossein Niknam       | Herrarnas florett     | Jingu (JPN) L 0–5         | Pool G 4 Q          | Koziejowski (POL) L 1–5 | Pool A 6         | Gick inte vidare | Gick inte vidare | Gick inte vidare | Gick inte vidare | 33               |    |
| Hossein Niknam       | Herrarnas florett     | Fekete (CAN) W 5–4        | Pool G 4 Q          | Kuki (ROU) L 3–5        | Pool A 6         | Gick inte vidare | Gick inte vidare | Gick inte vidare | Gick inte vidare | 33               |    |
| Hossein Niknam       | Herrarnas florett     | Wojciechowski (POL) L 1–5 | Pool G 4 Q          | Jurka (TCH) L 2–5       | Pool A 6         | Gick inte vidare | Gick inte vidare | Gick inte vidare | Gick inte vidare | 33               |    |
| Hossein Niknam       | Herrarnas florett     | Romankov (URS) L 0–5      | Pool G 4 Q          | Noël (FRA) L 3–5        | Pool A 6         | Gick inte vidare | Gick inte vidare | Gick inte vidare | Gick inte vidare | 33               |    |
| Hossein Niknam       | Herrarnas florett     | Petruş (ROU) W 5–3        | Pool G 4 Q          | Stankovich (URS) W 5–4  | Pool A 6         | Gick inte vidare | Gick inte vidare | Gick inte vidare | Gick inte vidare | 33               |    |
| Ali Asghar Pashapour | Herrarnas florett     | Feraud (ARG) W 5–2        | Pool I 5            | Gick inte vidare        | Gick inte vidare | Gick inte vidare | Gick inte vidare | Gick inte vidare | Gick inte vidare | 38               |    |
| Ali Asghar Pashapour | Herrarnas florett     | Reichert (FRG) L 0–5      | Pool I 5            | Gick inte vidare        | Gick inte vidare | Gick inte vidare | Gick inte vidare | Gick inte vidare | Gick inte vidare | 38               |    |
| Ali Asghar Pashapour | Herrarnas florett     | Koziejowski (POL) W 5–4   | Pool I 5            | Gick inte vidare        | Gick inte vidare | Gick inte vidare | Gick inte vidare | Gick inte vidare | Gick inte vidare | 38               |    |
| Ali Asghar Pashapour | Herrarnas florett     | Kuki (ROU) L 3–5          | Pool I 5            | Gick inte vidare        | Gick inte vidare | Gick inte vidare | Gick inte vidare | Gick inte vidare | Gick inte vidare | 38               |    |
| Ali Asghar Pashapour | Herrarnas florett     | Jhons (CUB) L 4–5         | Pool I 5            | Gick inte vidare        | Gick inte vidare | Gick inte vidare | Gick inte vidare | Gick inte vidare | Gick inte vidare | 38               |    |
| Ahmad Eskandarpour   | Herrarnas sabel       | Deanfield (GBR) W 5–4     | Pool B 5            | Gick inte vidare        | Gick inte vidare | Gick inte vidare | Gick inte vidare | Gick inte vidare | Gick inte vidare | 37               |    |
| Ahmad Eskandarpour   | Herrarnas sabel       | Bierkowski (POL) L 2–5    | Pool B 5            | Gick inte vidare        | Gick inte vidare | Gick inte vidare | Gick inte vidare | Gick inte vidare | Gick inte vidare | 37               |    |
| Ahmad Eskandarpour   | Herrarnas sabel       | Mikhailov (BUL) L 1–5     | Pool B 5            | Gick inte vidare        | Gick inte vidare | Gick inte vidare | Gick inte vidare | Gick inte vidare | Gick inte vidare | 37               |    |
| Ahmad Eskandarpour   | Herrarnas sabel       | Apostol (USA) L 3–5       | Pool B 5            | Gick inte vidare        | Gick inte vidare | Gick inte vidare | Gick inte vidare | Gick inte vidare | Gick inte vidare | 37               |    |
| Abdolhamid Fathi     | Herrarnas sabel       | Bonissent (FRA) L 0–5     | Pool A 5            | Gick inte vidare        | Gick inte vidare | Gick inte vidare | Gick inte vidare | Gick inte vidare | Gick inte vidare | 43               |    |
| Abdolhamid Fathi     | Herrarnas sabel       | Méndez (ARG) L 4–5        | Pool A 5            | Gick inte vidare        | Gick inte vidare | Gick inte vidare | Gick inte vidare | Gick inte vidare | Gick inte vidare | 43               |    |
| Abdolhamid Fathi     | Herrarnas sabel       | Nazlymov (URS) L 0–5      | Pool A 5            | Gick inte vidare        | Gick inte vidare | Gick inte vidare | Gick inte vidare | Gick inte vidare | Gick inte vidare | 43               |    |
| Abdolhamid Fathi     | Herrarnas sabel       | Nowara (POL) L 1–5        | Pool A 5            | Gick inte vidare        | Gick inte vidare | Gick inte vidare | Gick inte vidare | Gick inte vidare | Gick inte vidare | 43               |    |
| Esmaeil Pashapour    | Herrarnas sabel       | Ortíz (CUB) L 1–5         | Pool F 4 Q          | Westbrook (USA) L 1–5   | Pool D 6         | Gick inte vidare | Gick inte vidare | Gick inte vidare | Gick inte vidare | 34               |    |
| Esmaeil Pashapour    | Herrarnas sabel       | Maffei (ITA) L 2–5        | Pool F 4 Q          | Marin (ROU) L 3–5       | Pool D 6         | Gick inte vidare | Gick inte vidare | Gick inte vidare | Gick inte vidare | 34               |    |
| Esmaeil Pashapour    | Herrarnas sabel       | Brandstätter (AUT) W 5–1  | Pool F 4 Q          | Méndez (ARG) L 0–5      | Pool D 6         | Gick inte vidare | Gick inte vidare | Gick inte vidare | Gick inte vidare | 34               |    |
| Esmaeil Pashapour    | Herrarnas sabel       | Kaplan (USA) L 2–5        | Pool F 4 Q          | Jabłonowski (POL) L 2–5 | Pool D 6         | Gick inte vidare | Gick inte vidare | Gick inte vidare | Gick inte vidare | 34               |    |
| Esmaeil Pashapour    |                       | Sidyak (URS) L 0–5        |                     |                         | Pool D 6         | Gick inte vidare | Gick inte vidare | Gick inte vidare | Gick inte vidare | 34               |    |

| Fäktare                                                                   | Gren                           | Omgång 1        | Omgång 1  | 1/8-final        | Kvartsfinal      | Semifinal        | Final            | Placering |
| Fäktare                                                                   | Gren                           | Pool            | Placering | 1/8-final        | Kvartsfinal      | Semifinal        | Final            | Placering |
| ------------------------------------------------------------------------- | ------------------------------ | --------------- | --------- | ---------------- | ---------------- | ---------------- | ---------------- | --------- |
| Sarkis Assadourian Iraj Dastgerdi Ali Asghar Pashapour Esfandiar Zarnegar | Herrarnas lagtävling i värja   | Italien L 5–11  | Pool C 3  | Gick inte vidare | Gick inte vidare | Gick inte vidare | Gick inte vidare | 11        |
| Sarkis Assadourian Iraj Dastgerdi Ali Asghar Pashapour Esfandiar Zarnegar | Herrarnas lagtävling i värja   | Sverige L 4–11  | Pool C 3  | Gick inte vidare | Gick inte vidare | Gick inte vidare | Gick inte vidare | 11        |
| Ali Asghar Pashapour Sarkis Assadourian Hossein Niknam Ahmad Akbari       | Herrarnas lagtävling i florett | USA L 4–12      | Pool D 3  |                  | Gick inte vidare | Gick inte vidare | Gick inte vidare | 9         |
| Ali Asghar Pashapour Sarkis Assadourian Hossein Niknam Ahmad Akbari       | Herrarnas lagtävling i florett | Polen L 3–13    | Pool D 3  |                  | Gick inte vidare | Gick inte vidare | Gick inte vidare | 9         |
| Ali Asghar Pashapour Sarkis Assadourian Hossein Niknam Ahmad Akbari       | Herrarnas lagtävling i florett | Hongkong W 9–7  | Pool D 3  |                  | Gick inte vidare | Gick inte vidare | Gick inte vidare | 9         |
| Abdolhamid Fathi Ahmad Eskandarpour Ahmad Akbari Esmaeil Pashapour        | Herrarnas lagtävling i sabel   | Ungern L 2–14   | Pool D 4  |                  | Gick inte vidare | Gick inte vidare | Gick inte vidare | 9         |
| Abdolhamid Fathi Ahmad Eskandarpour Ahmad Akbari Esmaeil Pashapour        | Herrarnas lagtävling i sabel   | Polen L 7–9     | Pool D 4  |                  | Gick inte vidare | Gick inte vidare | Gick inte vidare | 9         |
| Abdolhamid Fathi Ahmad Eskandarpour Ahmad Akbari Esmaeil Pashapour        | Herrarnas lagtävling i sabel   | Argentina L 4–9 | Pool D 4  |                  | Gick inte vidare | Gick inte vidare | Gick inte vidare | 9         |

Damer
| Fäktare         | Gren             | Omgång 1                  | Omgång 1  | Omgång 2         | Omgång 2         | Omgång 3         | Omgång 3         | Utslagning       | Final            | Placering |
| Fäktare         | Gren             | Pool                      | Placering | Pool             | Placering        | Pool             | Placering        | Utslagning       | Final            | Placering |
| --------------- | ---------------- | ------------------------- | --------- | ---------------- | ---------------- | ---------------- | ---------------- | ---------------- | ---------------- | --------- |
| Jila Almasi     | Damernas florett | Enríquez (PUR) W 5–4      | Pool I 5  | Gick inte vidare | Gick inte vidare | Gick inte vidare | Gick inte vidare | Gick inte vidare | Gick inte vidare | 37        |
| Jila Almasi     | Damernas florett | Wrigglesworth (GBR) L 3–5 | Pool I 5  | Gick inte vidare | Gick inte vidare | Gick inte vidare | Gick inte vidare | Gick inte vidare | Gick inte vidare | 37        |
| Jila Almasi     | Damernas florett | Borghs (BEL) L 3–5        | Pool I 5  | Gick inte vidare | Gick inte vidare | Gick inte vidare | Gick inte vidare | Gick inte vidare | Gick inte vidare | 37        |
| Jila Almasi     | Damernas florett | Latrille (FRA) L 3–5      | Pool I 5  | Gick inte vidare | Gick inte vidare | Gick inte vidare | Gick inte vidare | Gick inte vidare | Gick inte vidare | 37        |
| Jila Almasi     | Damernas florett | Staszak (POL) W 5–2       | Pool I 5  | Gick inte vidare | Gick inte vidare | Gick inte vidare | Gick inte vidare | Gick inte vidare | Gick inte vidare | 37        |
| Giti Mohebban   | Damernas florett | Armstrong (USA) W 5–4     | Pool G 6  | Gick inte vidare | Gick inte vidare | Gick inte vidare | Gick inte vidare | Gick inte vidare | Gick inte vidare | 42        |
| Giti Mohebban   | Damernas florett | Oka (JPN) L 3–5           | Pool G 6  | Gick inte vidare | Gick inte vidare | Gick inte vidare | Gick inte vidare | Gick inte vidare | Gick inte vidare | 42        |
| Giti Mohebban   | Damernas florett | Dumont (FRA) L 1–5        | Pool G 6  | Gick inte vidare | Gick inte vidare | Gick inte vidare | Gick inte vidare | Gick inte vidare | Gick inte vidare | 42        |
| Giti Mohebban   | Damernas florett | Rejtő (HUN) L 0–5         | Pool G 6  | Gick inte vidare | Gick inte vidare | Gick inte vidare | Gick inte vidare | Gick inte vidare | Gick inte vidare | 42        |
| Giti Mohebban   | Damernas florett | Mangiarotti (ITA) L 0–5   | Pool G 6  | Gick inte vidare | Gick inte vidare | Gick inte vidare | Gick inte vidare | Gick inte vidare | Gick inte vidare | 42        |
| Mahvash Shafaei | Damernas florett | Drori (ISR) L 3–5         | Pool H 6  | Gick inte vidare | Gick inte vidare | Gick inte vidare | Gick inte vidare | Gick inte vidare | Gick inte vidare | 45        |
| Mahvash Shafaei | Damernas florett | Franke (USA) L 4–5        | Pool H 6  | Gick inte vidare | Gick inte vidare | Gick inte vidare | Gick inte vidare | Gick inte vidare | Gick inte vidare | 45        |
| Mahvash Shafaei | Damernas florett | Collino (ITA) L 1–5       | Pool H 6  | Gick inte vidare | Gick inte vidare | Gick inte vidare | Gick inte vidare | Gick inte vidare | Gick inte vidare | 45        |
| Mahvash Shafaei | Damernas florett | Halsted (GBR) L 2–5       | Pool H 6  | Gick inte vidare | Gick inte vidare | Gick inte vidare | Gick inte vidare | Gick inte vidare | Gick inte vidare | 45        |
| Mahvash Shafaei | Damernas florett | Hanisch (FRG) L 2–5       | Pool H 6  | Gick inte vidare | Gick inte vidare | Gick inte vidare | Gick inte vidare | Gick inte vidare | Gick inte vidare | 45        |

| Fäktare                                                | Gren                          | Omgång 1             | Omgång 1  | Kvartsfinal      | Semifinal        | Final            | Placering |
| Fäktare                                                | Gren                          | Pool                 | Placering | Kvartsfinal      | Semifinal        | Final            | Placering |
| ------------------------------------------------------ | ----------------------------- | -------------------- | --------- | ---------------- | ---------------- | ---------------- | --------- |
| Giti Mohebban Jila Almasi Mahvash Shafaei Maryam Achak | Damernas lagtävling i florett | Italien L 3–13       | Pool D 4  | Gick inte vidare | Gick inte vidare | Gick inte vidare | 9         |
| Giti Mohebban Jila Almasi Mahvash Shafaei Maryam Achak | Damernas lagtävling i florett | Storbritannien L 7–9 | Pool D 4  | Gick inte vidare | Gick inte vidare | Gick inte vidare | 9         |
| Giti Mohebban Jila Almasi Mahvash Shafaei Maryam Achak | Damernas lagtävling i florett | USA L 5–11           | Pool D 4  | Gick inte vidare | Gick inte vidare | Gick inte vidare | 9         |